# Лёд Ih

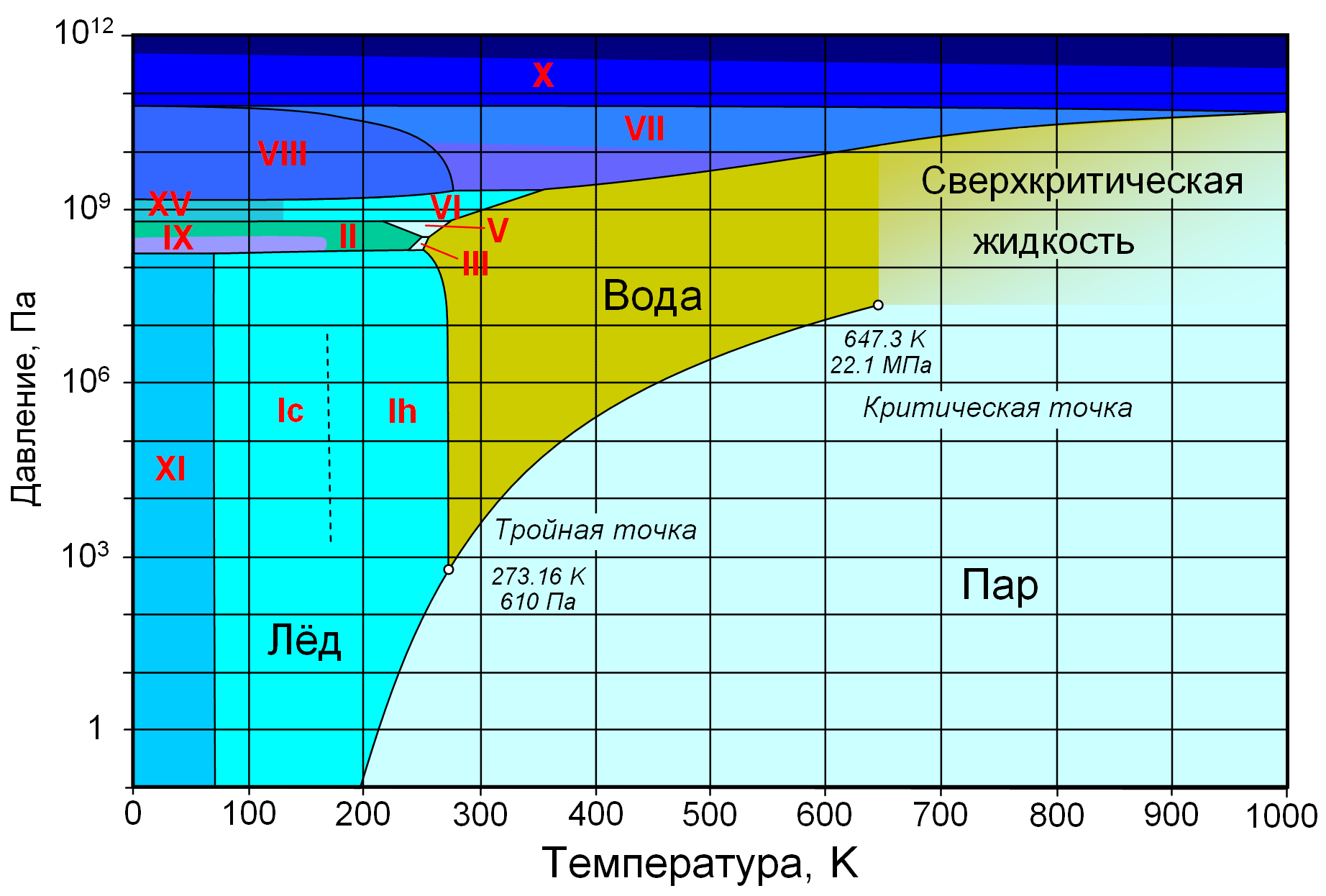
Фазовая диаграмма воды

Лёд Ih — стабильная гексагональная кристаллическая разновидность водного льда. Практически весь лёд в биосфере Земли состоит из этой модификации льда, кроме которого присутствует крайне незначительное количество льда Iс в верхних слоях атмосферы и некоторое количество льда XI в Антарктиде; также в одном из алмазов был обнаружен лёд VII. Лёд Ih стабилен при температурах до −200 °C и давлении 0,2 ГПа.
Лёд Ih имеет множество особенностей. Благодаря некоторым из них и возможна жизнь на Земле.

## Кристаллическая структура

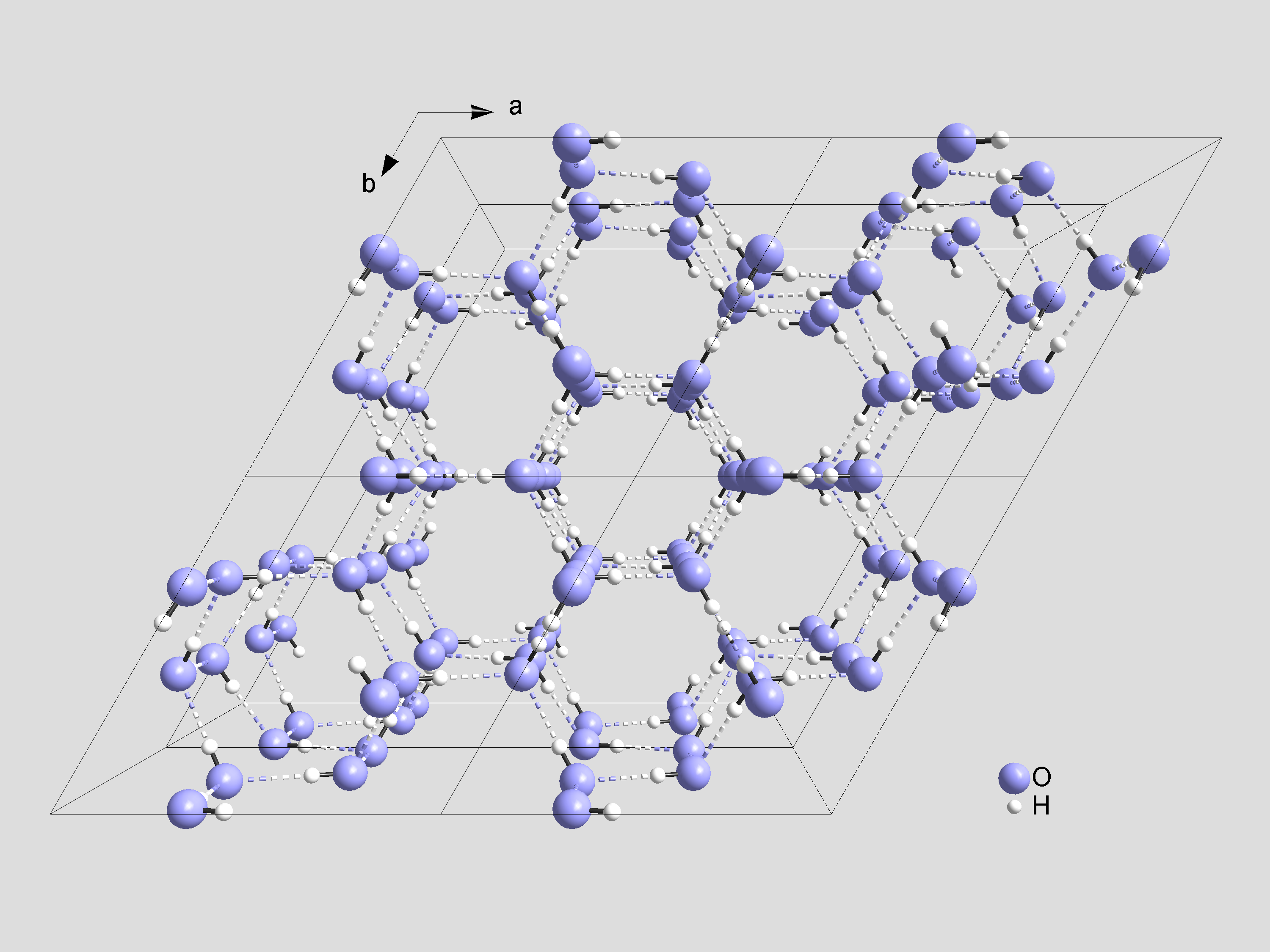
Кристаллическая структура льда I_{h}

Кристаллическая структура льда Ih разупорядочена по атомам водорода. Атомы кислорода образуют гексагональную решетку, пространственная группа Р 63/mmc, параметры a = 0,4514 нм, c = 0,7352 нм.
Во льду Ih каждая молекула Н2O окружена четырьмя ближайшими к ней молекулами, находящимися на одинаковых расстояниях от неё, равных 0,276 нм и размещённых в вершинах правильного тетраэдра.

## Физические свойства
Ажурная структура такого льда приводит к тому, что его плотность, равная 916,7 кг/м³ при 0 °C, ниже плотности воды (999,8 кг/м³) при той же температуре. Поэтому вода, превращаясь в лёд, увеличивает свой объём примерно на 9 %. Лёд, будучи легче жидкой воды, образуется на поверхности водоёмов, что препятствует дальнейшему замерзанию воды.
Высокая удельная теплота плавления льда, равная 330 кДж/кг, (для сравнения — удельная теплоты плавления железа равна 270 кДж/кг), служит важным фактором в обороте тепла на Земле. Так, чтобы растопить 1 кг льда или снега, нужно столько же тепла, чтобы нагреть литр воды от 0 до 80 °C.

## Другие модификации льда
Обычный водный лёд относится по номенклатуре Бриджмена ко льду Ih. В лабораторных условиях (при разных температурах и давлениях) были созданы разные модификации льда: от льда II до льда XIX.